# Joseph Augustin Crassous de Médeuil
 (décembre 2020).
Si vous disposez d'ouvrages ou d'articles de référence ou si vous connaissez des sites web de qualité traitant du thème abordé ici, merci de compléter l'article en donnant les références utiles à sa vérifiabilité et en les liant à la section « Notes et références ».
Jean Augustin Crassous de Médeuil, né à La Rochelle en 20 juin 1755 et mort le 12 janvier 1830 à Épinal, est un avocat, magistrat et homme politique français, député à la Convention nationale.
Il est connu pour avoir fait démolir un grand nombre de monuments liés à l'Ancien Régime (églises, châteaux).

## Biographie
Joseph Augustin Crassous de Médeuil est le fils de Joseph Crassous de Medeuil, conseiller du roi, procureur du roi en sénéchaussée de La Rochelle, notaire royal, et de Marie-Louise Catherine Denis. Il est le cousin germain de Joseph Crassous de Médeuil (1791-1793), officier de marine exécuté en 1793,,, et le cousin d'Aaron Jean François Crassous qui fut député au Conseil des Cinq-cents, membre du Tribunat et du Sénat conservateur.
En 1780, il épouse Anne Brigitte Catignon, fille du négociant rochelais Jean-Jacques Catignon et de Suzanne Gariteau.
De 1780 à 1783, il est procureur au siège présidial de La Rochelle. Il se rend fort jeune dans les colonies pour y chercher fortune et est avant 1789 avocat au conseil souverain de Martinique. 
Très favorable à la Révolution, il revient en France, et se fixe dans son pays d'origine, où il est juge et commissaire national auprès du tribunal de district en 1792. Élu le 28 octobre 1792 membre de la Convention nationale par la Martinique, il ne prend séance qu'après le procès de Louis XVI. Il siège à la Montagne et est plusieurs fois à la tribune de la Convention l'organe du club des Jacobins, dont il est un des membres les plus actifs.
Envoyé en mission en Seine-et-Oise en 1798, il sévit contre les nobles et les prêtres, fait démolir les clochers et les châteaux et, l'année suivante, le 4 février, remet aux communes la jouissance des presbytères pour leurs écoles ou leurs comités. Lors de l'enquête ouverte après le 9 thermidor sur les tribunaux révolutionnaires, il constate que « la proximité de Paris avait dispensé le département de Seine et Oise de ces établissements ». 
Le 5 vendémiaire an III (26 septembre 1794), il présente au nom du comité de correspondance l'exposé de la conduite de la Société des Jacobins depuis le 9 thermidor, et l'exposé de celle de ses ennemis. Il combat la proposition d'interdire aux membres de la Convention la fréquentation des sociétés populaires, demande la liberté absolue des opinions, propose d'élever à Ermenonville un monument en l'honneur de Jean-Jacques Rousseau, et aux Jacobins d'assister en corps à la translation de ses cendres au Panthéon. 
En brumaire an III, il devient secrétaire de la Convention. 
Crassous se montre constamment attaché au parti montagnard. Il déclare que les Vendéens ont à Paris de puissants protecteurs, et que les meilleurs citoyens sont chaque jour dénoncés sous la dénomination vague de « terroristes ». Il appuie d'ailleurs, la révocation de la loi des suspects ; mais il parle pour les membres des anciens comités, et demande instamment la mise en liberté des patriotes incarcérés depuis la chute de Robespierre. Il signe la demande d'appel nominal contre le décret de déportation de Barère et de ses coaccusés.
Impliqué bientôt lui-même dans les dénonciations et les poursuites qui suivirent les événements du 12 germinal, et accusé d'être un des auteurs de la mort du député Dechézeaux, il est incarcéré jusqu'à l'amnistie du 4 brumaire an IV, qui le rend à la liberté. 
Il devient alors juge au tribunal civil du département de la Dyle. Promu en l'an VI commissaire auprès de ce même tribunal, il n'accepte pas ce dernier poste et vécut dès lors dans la retraite.
Franc-maçon, membre des « Amis philanthropes »  depuis 1805, il sera à de nombreuses reprises vénérable maître durant la période française et hollandaise de 1805 à 1822. Il l'est lorsqu'un consistoire du 32e degré du Rite écossais ancien et accepté est créé au sein de cette loge en 1813. Il est un des membres fondateurs du Suprême conseil de Belgique, et membre d'honneur de la loge nivelloise, les « Amis discrets ».
Il quitte Bruxelles en 1824 pour s'installer chez son gendre à Épinal. Il devient membre de la Société d'émulation du département des Vosges et en devient le président en 1829.